# Élections législatives andorranes de 1981
Les élections législatives de 1981 en Andorre (en catalan : Eleccions al Consell General d'Andorra de 1981) se sont tenues le 9 et le 16 décembre 1981 (premier & second tour), afin de renouveler les 28 sièges du Conseil général.

## Contexte
Ces élections marquent un changement dans le système électoral andorran :
- D'une part, les élections législatives de 1981 sont les premières pour lesquelles la totalité des sièges du conseil général est remise en jeu. Auparavant, seule la moitié des sièges du conseil était renouvelée à chaque élection.
- D'autre part, c'est à partir de ces élections que le pouvoir législatif se sépare du pouvoir exécutif en Andorre. La fonction de Cap de Govern (chef du gouvernement) est créée et totalement séparée de celle de Syndic général (président du conseil général).

## Résultats
Òscar Ribas Reig est nommé Cap de Govern à la suite de ces élections.

### Participation
La participation électorale est de 74,5 %.
| Paroisse              | Électeurs | Votants | Votes pour un candidat | Votes blancs | Votes nuls | Participation |
| --------------------- | --------- | ------- | ---------------------- | ------------ | ---------- | ------------- |
| Canillo               | 287       | 226     | 213                    | 4            | 9          | 78,7%         |
| Encamp                | 411       | 366     | 360                    | 4            | 2          | 89,1%         |
| Ordino                | 212       | 186     | 183                    | 1            | 2          | 87,7%         |
| La Massana            | 343       | 286     | 281                    | 3            | 2          | 83,4%         |
| Andorra la Vella      | 1.070     | 730     | 514                    | 189          | 27         | 68,2%         |
| Sant Julià de Lòria   | 512       | 338     | 242                    | 87           | 9          | 66,0%         |
| Escaldes-Engordany    | 813       | 587     | 385                    | 186          | 16         | 72,2%         |
| Total                 | 3.648     | 2.719   | 2.178                  | 474          | 67         | 74,5%         |
| Source: La Vanguardia |           |         |                        |              |            |               |